# A Bathing Ape
A Bathing Ape (яп. ア・ベイジング・エイプ A Beijingu Eipu) (или просто BAPE) — японский стритвир-бренд одежды, обуви и других изделий, основанный в 1993 году Томоаки Нагао (Nigo) в Ура-Харадзюку. Бренд специализируется на мужской, женской и детской одежде, преимущественно относящейся к так называемой «уличной моде». В Японии действует девятнадцать магазинов бренда, все они делятся на несколько категорий. Магазин в Киото также включает в себя «галерею Bape», место, где проходят различные мероприятия и художественные шоу, спонсируемые брендом. Помимо Японии, Bape имеет магазины в Гонконге, Нью-Йорке, Лондоне, Париже, Лос-Анджелесе, Китае, Бангкоке и Сингапуре. В прошлом компания владела также другими концептуальными проектами.
Томоаки Нагао также основал линии одежды AAPE (англ. by A Bathing Ape) и BAPY (англ. Busy Working Lady).
В 2011 году компания была продана гонконгскому фэшн-конгломерату I.T Group. Основатель компании Nigo покинул бренд в 2013 году.

## История
Ниго, основатель и собственник бренда, по его собственному мнению, в своём творчестве и формировании характера чувствует сильное влияние матери, которая работала медсестрой, и отца, создававшего рекламные плакаты. Оба родителя много работали, поэтому мальчику приходилось долгое время проводить одному, развлекая себя игрушками Он также отмечает влияние Хироси Фудзивары, японского музыканта, продюсера и дизайнера. Псевдоним Ниго (Nigo) обозначает «второй номер» по-японски. Ниго также считает, что на него повлияли такие музыканты как Элвис Пресли, The Beatles и исполнители хип-хопа Beastie Boys и Run-D.M.C.

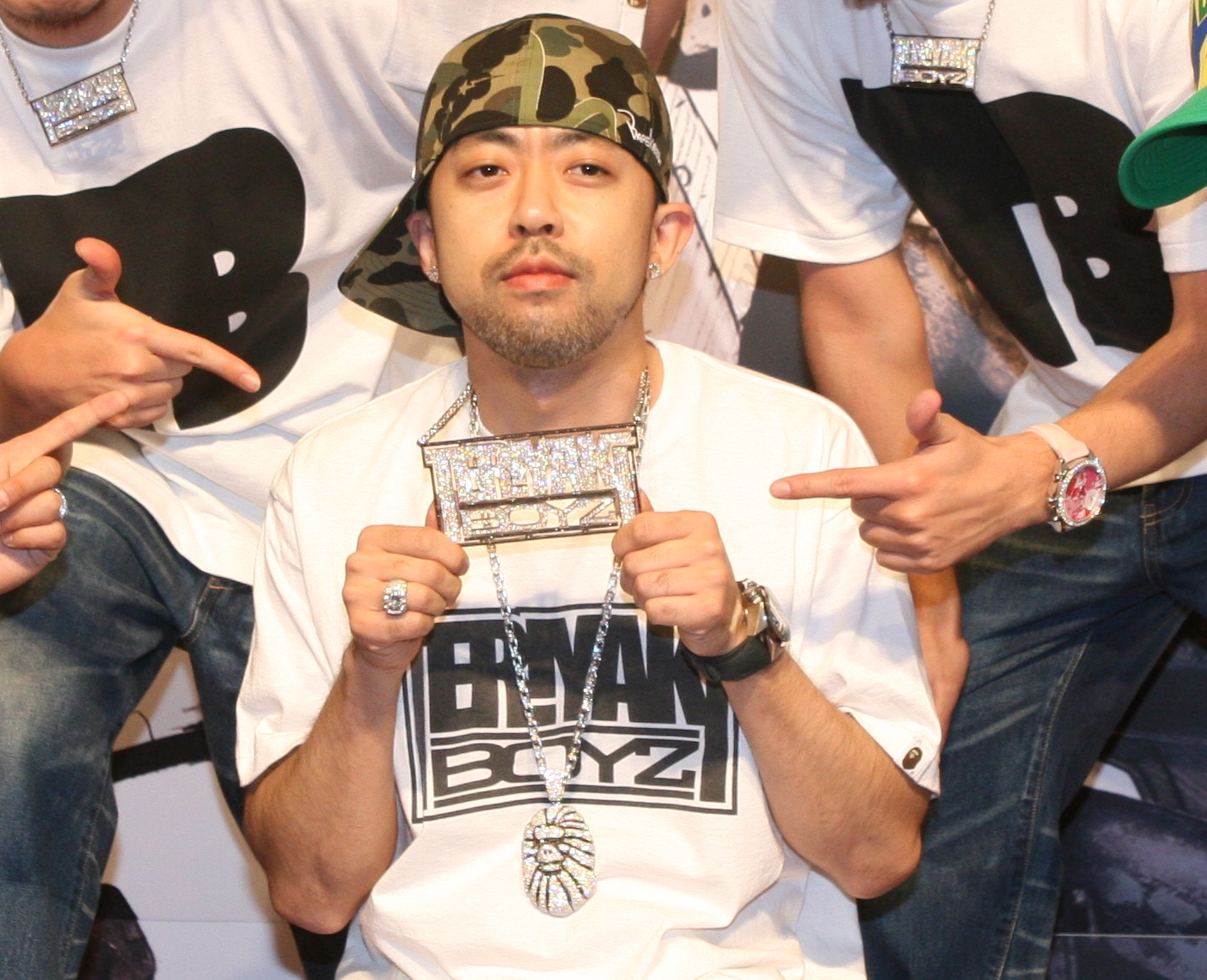
Основатель бренда Nigo в Таиланде, 2006 год

После учёбы дизайну костюмов в колледже, Томоаки Нагао работал в качестве стилиста и редактора в японском журнале «Popeye». Ниго решает создать собственный магазин одежды, на что одалживает у знакомого четыре миллиона иен. Знакомый Ниго также разрешает ему использовать часть его магазина. 1 апреля 1993 года в Ура-Харадзюку Ниго открывает бутик «Nowhere» совместно с Дзюном Такахаси, известным по бренду Undercover. Решая создать свой собственный бренд, Томоаки Нагао выбирает для его названия фильм 1968 года «Планета обезьян» (англ. Planet of the Apes). По словам Ниго, аббревиатура «BAPE» расшифровывается как «обезьяна, купающаяся в тёплой воде» (англ. A Bathing Ape in Lukewarm Water). Японцы обычно принимают ванны при температуре около 40 °C. Таким образом, лежать в ванне, пока вода не станет еле тёплой, воспринимается как излишество. Это ироническая отсылка к ленивому молодому поколению японцев, которые фактически являются главными покупателями бренда.
Для повышения популярности лейбла, Нагао договорился с музыкантом Корнелиусом, чтобы тот носил футболки Bape во время выступлений. На протяжении двух лет Нагао изготавливал от тридцати до пятидесяти рубашек в неделю, продавая половину и половину раздаривая друзьям и знакомым. В 1997 году Ниго выпустил свой дебютный музыкальный альбом «Ape Sounds» на лейбле Mo’ Wax, продюсером и диджеем выступил Джеймс Лавель из музыкального проекта UNKLE. Ниго также является сооснователем и главным дизайнером брендов одежды Фаррелла Уильямса: Billionaire Boys Club и Ice Cream.
1 февраля 2011 года было объявлено о продаже компании A Bathing Ape гонконгскому фэшн-конгломерату I.T Group. I.T приобрела 90.27 процентов акций бренда. Сумма сделки составила примерно 21,850,000 HKD (или примерно $2.8 млн USD), всего I.T купила 668 акций компании. Точная стратегия на будущие и творческие планы бренда не анонсировали, сам основатель Томоаки Нагао до своего окончательного ухода из компании два года проработал в должности креативного директора.
Сейчас Bape — это популярный в Японии бренд уличной моды, а одежду лейбла часто можно заметить на знаменитостях.

## Дизайн

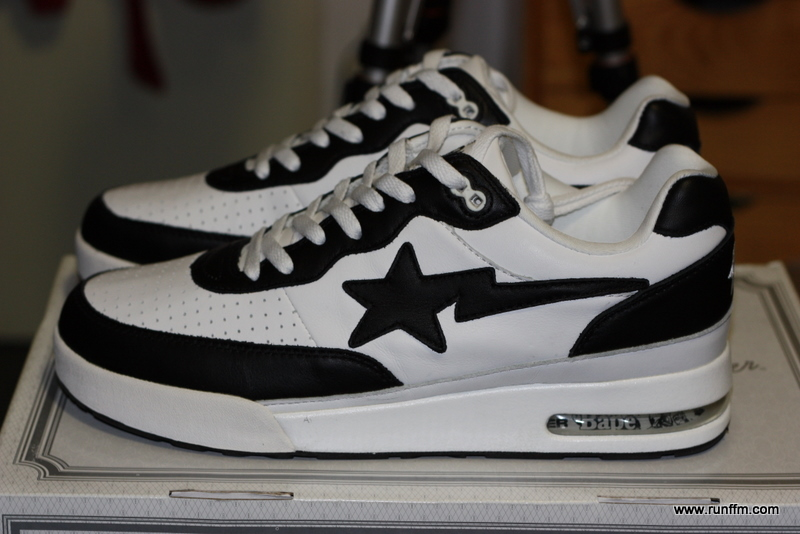
Кроссовки A Bathing Ape Roadstas

Bape часто сотрудничает с другими брендами или популярными медийными персонажами, среди которых: Губка Боб, персонажи комиксов Marvel, Nintendo, DC Comics, Hello Kitty, компания Sanrio. Разработанные дизайны потом печатаются на толстовках, куртках, футболках, обуви и различных аксессуарах. A Bathing Ape также сотрудничала с брендами: Pepsi, Coca-Cola, M*A*C, Comme des Garçons, Undercover, Neighborhood, Reebok, mastermind Japan, Supreme, Уиз Халифа, Stüssy, Carhartt, Casio и известными артистами: The Notorious B.I.G., Beastie Boys, Фаррелл Уильямс, UNKLE, Канье Уэст, ASAP Rocky, ASAP Ferg, Кид Кади, Джулз Сантана, Pusha T, KAWS, Крейшан, Linkin Park, Гэри Пантер, Big Sean, Лил Уэйн, Крис Браун, Flatbush Zombies, Трэвис Скотт, Gunna, Domo Genesis, Дамиан Лиллард и Кейт Ейп.